# Trézény
Trézény är en kommun i departementet Côtes-d'Armor i regionen Bretagne i nordvästra Frankrike. Kommunen ligger i kantonen Tréguier som tillhör arrondissementet Lannion. År 2022 hade Trézény 355 invånare.

## Befolkningsutveckling
Antalet invånare i kommunen Trézény
Referens:INSEE